# Єрпилов Петро Іванович
Петро Іванович Єрпилов (Єрпілов) (нар. 3 вересня 1926, село Пєни, тепер Курчатовського району Курської області, Російська Федерація — 25 квітня 2005, місто Москва) — радянський казахський державний діяч, 1-й секретар Алма-Атинського міського комітету КП Казахстану, 1-й секретар Павлодарського обласного комітету КП Казахстану. Член Центральної Ревізійної комісії КПРС у 1986—1989 роках. Депутат Верховної Ради Казахської РСР 7-го скликання. Депутат Верховної Ради СРСР 9—11-го скликань.

## Життєпис
У 1943—1945 роках — у Червоній армії, учасник німецько-радянської війни.
У 1945—1950 роках — студент Дніпропетровського гірничого інституту імені Артема, гірничий інженер.
У 1950—1960 роках — дільничний інженер, старший інженер-маркшейдер рудника, начальник виробничого відділу — головний маркшейдер рудника № 2 п/с 200 в Киргизькій РСР.
Член КПРС з 1953 року.
У 1960 році — начальник виробничого відділу — головний маркшейдер Цілинного гірничо-хімічного комбінату в Казахській РСР.
У 1960—1964 роках — секретар партійного комітету будівництва «Цілиноград—22» в Цілиноградській області.
У 1964—1966 роках — 1-й секретар Степногорського міського комітету КП Казахстану Цілиноградської області.
У 1966—1971 роках — 1-й секретар Цілиноградського міського комітету КП Казахстану Цілиноградської області.
У 1971—1974 роках — секретар Цілиноградського обласного комітету КП Казахстану.
У 1974—1979 роках — 1-й секретар Алма-Атинського міського комітету КП Казахстану.
У 1979—1982 роках — 2-й секретар Кокчетавського обласного комітету КП Казахстану.
У січні 1982 — 22 жовтня 1988 року — 1-й секретар Павлодарського обласного комітету КП Казахстану.
З жовтня 1988 року — персональний пенсіонер союзного значення в Москві.
Помер 25 квітня 2005 року. Похований в Москві на Троєкуровському цвинтарі.

## Нагороди і звання
- орден Жовтневої Революції
- орден Вітчизняної війни І ст. (1985)
- три ордени Трудового Червоного Прапора
- орден Дружби народів
- медалі